# Ruta de Illinois 59
La Ruta de Illinois 59, y abreviada IL 59 (en inglés: Illinois Route 59) es una carretera estatal estadounidense ubicada en el estado de Illinois. La carretera inicia en el sur desde la I 55     en Shorewood hacia el norte en la IL 83     en Antioch. La carretera tiene una longitud de 114,5 km (71.13 mi).

## Mantenimiento
Al igual que las autopistas interestatales, y las rutas federales y el resto de carreteras estatales, la Ruta de Illinois 59 es administrada y mantenida por el Departamento de Transporte de Illinois por sus siglas en inglés IDOT.